# Batalha de Pagã
Batalha de Pagã foi travada em 1287 entre o Império Mongol liderado por Cublai Cã, durante a dinastia Yuan e as regiões vizinhas a sul que constituíam o Reino de Pagã na Birmânia. A invasão arrasou o Reino de Pagã, que acabou por se desintegrar em vários reinos menores.

## Análise geral
A batalha teve início quando os mongóis, após se aperceberem da oportunidade que podiam tomar com a instabilidade política causada pela sua anterior invasão ao Império de Pagã, em 1283, na Batalha de Bhamo. Depois de Bhamo, o exército mongol penetrara o vale do rio Irauádi, estabelecendo uma guarnição no local. A instabilidade política motivada por esses eventos, fez com que o neto de Cublai Cã, Esém-Temur, se sentisse tentado a se estabelecer em Iunã, para a acção. Ternude liderou um vasto exército pelo vale a baixo e tomou a capital Pagã, enviando entidades militares para todo o país para garantir a submissão do estado.
O rei birmanês Naratihapate fugiu de Pagã para a Baixa Birmânia antes da batalha se iniciar, e a defesa birmanesa entrou em colapso. Na história da Birmânia, o rei é recordado como Tayokpyemin (lit. o rei que fugiu dos chineses). Na Baixa Birmânia, o rei foi prontamente assassinado por um dos seus filhos, Tiatu de Prome.